# Ricardo Duchesne
Ricardo Duchesne es un sociólogo histórico canadiense y exprofesor de la Universidad de Nuevo Brunswick en Canadá. Sus principales intereses de investigación son la civilización occidental y el ascenso de Occidente. En su principal trabajo, The Uniqueness of Western Civilization («La singularidad de la civilización occidental») de 2011, critica los efectos destructivos del multiculturalismo en la cultura occidental.

## Vida académica
Nacido en Puerto Rico, Duchesne estudió historia (BA y MA) en la Universidad McGill y en la Universidad Concordia. Obtuvo su doctorado con una tesis sobre el materialismo histórico y el debate sobre la transición al capitalismo en la Universidad de York en 1995. Actualmente, Duchesne es profesor en el departamento de ciencias sociales de la Universidad de Nuevo Brunswick en Canadá.

## Pensamiento
En su obra más importante, The Uniqueness of Western Civilization, Duchesne denuncia la devaluación de la cultura occidental por una ideología revisionista multicultural, que se ha extendido por el mundo académico occidental desde los años 1960; él argumenta a favor de la vigencia continua del punto de vista tradicional eurocéntrico, el cual mantiene que Europa es la única cultura que lleva a la humanidad la modernidad. Duchesne refuta el argumento de los revisionistas que Europa y Asia eran económicamente similares hasta 1800. Él cuestiona la manera en la cual el debate sobre el «ascenso de Occidente» ha sido conceptualizado solamente en términos de la aparición de la ciencia moderna (Revolución científica) y del uso de máquinas de vapor capaces de utilizar las fuentes inorgánicas de energía (Revolución industrial). Él sostiene que Occidente ha sido único en dos aspectos fundamentales mucho tiempo antes:
- en el cultivo de la primera cultura democrática liberal, a partir de las asambleas griegas y romanas de los ciudadanos, los parlamentos, las comunas municipales, universidades, y los estamentos de la Cristiandad, las sociedades de lectura, salones, revistas y periódicos de la Ilustración
- en la generación de los grandes logros en las ciencias, las artes y las humanidades, los cuales han sido mayoritariamente europeos desde la Antigüedad clásica

El análisis de Duchesne sigue la excepcionalidad europea a través de los siglos, desde la racionalidad griega y el derecho romano pasando por el Renacimiento y la Reforma protestante hasta el capitalismo y la Era de los Descubrimientos. Identifica las raíces de la creatividad incansable de Occidente en la cultura aristocrática liberal de los indoeuropeos, con su etos del individualismo heroico y valía competitiva, la cual comenzó a dominar Occidente después de 2000 a. C.

## Algunas obras
- (en inglés) «The French Revolution as a Bourgeois Revolution: A Critique of the Revisionists», en Science & Society, vol. 54, n.º 3, 1990, pp. 288–320
- (en inglés) «Between Sinocentrism and Eurocentrism: Debating A.G. Frank's Re-Orient», en Science & Society, vol. 65, n.º 4, 2001/2002, pp. 428–463
- (en inglés) «Rodney Hilton's Peasant Road to Capitalism?», en Journal of Peasant Studies, vol. 30, n.º 2, 2003, pp. 129–145
- (en inglés) «Centres and Margins: The Fall of Universal History and the Rise of Multicultural World History», en Hughes-Warrington, Marnie (ed.), Advances in World Histories, London y New York: Palgrave Macmillan, 2004, pp. 135–167, ISBN 1-4039-1278-5
- (en inglés) «On the Rise of the West: Researching Kenneth Pomeranz's Great Divergence», en Review of Radical Political Economics, vol. 36, n.º 1, 2004, pp. 52–81
- (en inglés) «Defending the Rise of Western Culture Against its Multicultural Critics», en The European Legacy, vol. 10, n.º 5, 2005, pp. 455–484
- (en inglés) «Globalization, the Industrialization of Puerto Rico and the Limits of Dependency Theory», en Journal für Entwicklungspolitik, vol. 32, n.º 1, 2006, pp. 55–83
- (en inglés) «Asia First?», en The Journal of the Historical Society, vol. 6, n.º 1, 2006, pp. 69–91
- (en inglés) «Christianity is a Hellenistic Religion, and Western Civilization is Christian», en Historically Speaking, vol. 7, n.º 4, 2006
- (en inglés) «The Way of Africa, the Way I Am, and the Hermeneutic Circle», en Yerxa, Donald (ed.), Recent Trends in World History: The Place of Africa and the Atlantic World: Historians in Conversation, Columbia, South Carolina: The University of South Carolina Press, 2008, ISBN 978-1-57003-758-0
- (en inglés) «The Uniqueness of Western Civilization», Studies in Critical Social Sciences, vol. 28, Leiden y Boston: Brill, 2011, ISBN 978-90-04-19248-5
- (en inglés) «Multicultural Madness. The Fall of British Vancouver and the Rise of 'Pacific' Canada», en The Salisbury Review, vol. 31, n.º 1, 2012 (versión larga)